# Le Baiser mortel du dragon
Pour plus de détails, voir Fiche technique et Distribution.
Le Baiser mortel du dragon est un film français réalisé par Chris Nahon, produit par Luc Besson, sorti en 2001.

## Synopsis
Liu Jiang (Jet Li) est un agent des services secrets chinois envoyé en mission à Paris pour aider la police française, et plus particulièrement l'inspecteur J.P. Richard (Tchéky Karyo), à arrêter un grand caïd de la drogue. Cependant, alors que deux prostituées rencontrent le suspect, l'une d'elles, sous l'emprise de la drogue, le poignarde. Liu Jiang se précipite alors à son secours, tandis que l'inspecteur demande d'arrêter les enregistrements vidéo puis tue le caïd et la prostituée avec l'arme de Liu Jiang. Ce dernier s'échappe et réussit à passer par la salle de contrôle pour prendre les cassettes vidéo qui n'ont pas été arrêtées à temps.
Liu Jiang, réfugié dans une planque, reconnaît la prostituée qui demande à aller aux toilettes. Il va alors tout faire pour protéger ce témoin et prouver son innocence.

## Fiche technique

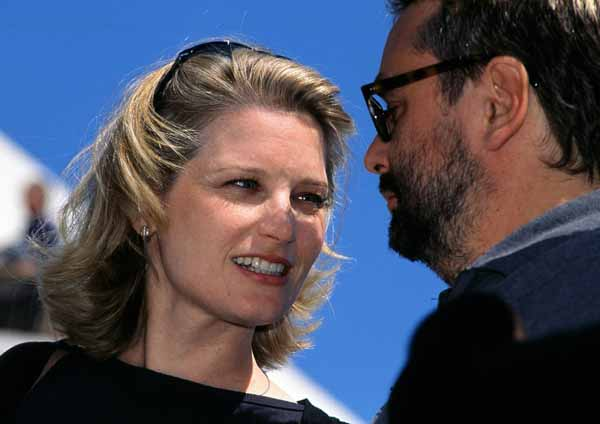
Le scénariste/producteur Luc Besson et l'actrice principale Bridget Fonda, au Festival de Cannes 2001.

- Titre : Le Baiser mortel du dragon
- Titre en anglais : Kiss of the Dragon
- Réalisation : Chris Nahon
- Assistance réalisation : Gilles Bannier
- Scénario : Luc Besson et Robert Mark Kamen
- Production : Luc Besson, Jet Li, Steven Chasman & Happy Walters
- Sociétés de production : EuropaCorp et Studiocanal
- Société de distribution : EuropaCorp, Christal Films
- Musique : Craig Armstrong
- Photographie : Thierry Arbogast
- Montage : Marco Cavé
- Décors : Jacques Bufnoir
- Format : Technicolor - 2,35:1 - son Dolby Digital
- Pays :  France
- Langue originale : anglais
- Dates de sortie :
  -  France : 1er août 2001
  -  Belgique : 15 août 2001
- Interdiction : 
  -  France : moins de 12 ans
  -  États-Unis : R
  -  Québec : 16+

## Distribution
- Jet Li (VF : Stéphane Bierry) : Liu Jiang
- Bridget Fonda (VF : Barbara Kelsch) : Jessica Kamen
- Tchéky Karyo (VF : lui-même) : Inspecteur Jean-Pierre Richard
- Ric Young : Mister Big
- Burt Kwouk (VF : Philippe Mercier) : Oncle Tai
- Laurence Ashley : Aja
- Cyril Raffaelli : Victor
- Max Ryan (VF : Boris Rehlinger) : Lupo
- Didier Azoulay : Igor
- John Forgeham (en) (VF : François Siener) : Max
- Paul Barrett : Pilote
- Kentaro (VF : lui-même) : Tai Ming Chen
- Isabelle Duhauvel (VF : elle-même) : Isabelle
- Colin Prince: l'assistant de Lupo
- Vincent Glo : Pluto
- Vincent Wong (en) : le ministre Tang
- Stéphane Jacquot : le bras droit de Richard
- Stefan Nelet : Assistant de Tang
- Peter Sakon Lee : Assistant de Tang
- Yannick Derrien : le responsable de la fouille
- Francesca Disca : la prostituée rousse
- Taïra Borée : la grosse prostituée
- David Gabison (VF : lui-même) : Le ministre français
- Bertrand Waintrop (VF : lui-même) : Le douanier
- Alain Zef : le technicien vidéo
- Nicolas Herault : le technicien vidéo
- Jean-Marc Huber : le grand voyou
- Franck Tiozzo : voyou
- John Maczko : voyou
- Claude Brécourt (VF : lui-même) : le concierge de l'hôtel
- Jean-Georges Vongerichten : le barman
- François Nguyen : le garde du corps chinois
- Jocelyne Isaac (VF : elle-même) : l'agent du métro
- Raymond Khamvene : le gros chinois
- Urfé Koupaki (VF : lui-même) : le chauffeur de taxi rasta
- Gregory Galin : le greffier
- Alexander Koumpan : le chauffeur de la place de la Concorde
- Daniel Milgram : le chauffeur de taxi
- Bernard Flavien : Coroner
- Éric Averlant : Coroner
- Marc Ligaudan : Assistant Coroner
- Frédéric Moulin : le flic sentry box
- Alain de Catuelan : le flic de la station
- Ludovic Berthillot : le flic dans l'ascenseur
- Guillaume Lamant : L'homme du journal

## Autour du film
- Le film a fait 1 101 092 entrées en France[2].
- Dans la version originale, on remarque que Tchéky Karyo parle en anglais et parfois en français.
- Jet Li a été doublé pour les scènes de combat à la fin contre tous les policiers.